# 패밀리가 떴다
《패밀리가 떴다》는 매주 일요일 오후 5시 20분에 방송되었던 《일요일이 좋다》의 한 코너이다.

## 개요
《패밀리가 떴다》는 2008년 3월부터 제작을 시작하였으며, 2008년 6월 15일 첫방송 되었다. 준말로 ‘패떴’으로 불리기도 한다. 2008년 8월 31일, 처음으로 시청률 20%를 돌파하였으며 이후 SBS의 대표 예능 프로그램으로 자리잡았다. 시골에 찾아가 할아버지·할머니를 여행 보내드리고 집을 봐드리면서 벌어지는 에피소드를 담는다. 할아버지·할머니께서 부탁하신 일을 하면서 게임을 하고, 식사를 같이 하면서 벌어지는 1박 2일의 모습을 보여주는 프로그램이다.
《패밀리가 떴다》의 고정 출연진은 유재석을 포함하여 총 7명이다. 한참 고공행진을 계속하던 《패밀리가 떴다》는 2008년 11월 12일 김종국을 새로운 고정으로 출연시킨다. 그리고 연이어 2009년 1월 5일, 패밀리가 떴다의 대본이 공개되어 비판을 받았다.이후 2009년 6월 28일 이별 여행 방송을 마지막으로 고정 출연진이었던 이천희, 박예진이 하차한다.이어 박시연, 박해진의 투입되었고 이로써 2009년 7월 이후 고정 출연진은 유재석, 이효리, 윤종신, 김수로, 대성, 김종국, 박시연, 박해진으로 총 8명이었으나 박시연의 하차로 시즌2가 나오기 이전에 7명이다. 많은 사람들에게 인기가 있던 프로였다.

## 프로그램 패턴
- 총 2주분으로 나뉘어 방송된다.

### 1주차
1주분에서는 주로 유재석이 패밀리가 떴다 출연진에게 전화를 하는 것으로 시작한다. 출연진에게 다음 촬영 장소와 집합 시간을 가르쳐 준다. 각 멤버들은 촬영 장소에 도착하여 새로운 게스트를 환영한다. 그리고 게스트는 지도를 들고 지낼 집으로 향한다. 출연진들이 집에 도착하고, 할아버지 할머니와 간단한 이야기를 나눈 뒤 할아버지 할머니는 여행을 떠나신다. 출연진은 달력 뒤에 적힌 해야 할 집안일을 확인한다. 그 뒤, 첫 일을 하러 나간다. 일을 하는 과정 혹은 일을 마친 뒤에, 유재석이 게임을 제안하고 두 팀으로 나누어 게임을 한다. 게임이 끝난 뒤 집으로 돌아온 출연진은 각자가 저녁식사의 준비를 한다. 주로 2-3팀으로 나뉘어서 재료를 구하고 집안에서 식사 준비를 한다. 저녁 식사 뒤에는 잠자리 순위를 정하여 순서대로 자곤 한다. 이효리와 박예진이 남자들을 1위에서 6위까지 (혹은 게스트가 남자일 경우에는 1위에서 7위까지) 선정하였다. 순위 선정의 기준은 하루 동안 이효리, 박예진에게 잘 보인 것이나 열심히 한 것을 기준으로 하는 경우가 있다. 이후 남자들이 여자들의 순위선정을 마찬가지의 방법으로 실시한다. 2009년 2월 이후로 잠자리 순위 선정을 없애고 게임이나 체험을 통해 밤일 선정하였다. 밤일이 끝난 뒤에 한 방에서 모여 이야기를 나누다가 잠을 잔다.

### 2주차
2주분에서는 프로그램의 프로듀서 한 명이 유재석을 먼저 깨우고 유재석에게 아침 식사 당번을 정하는 미션을 설명한다. 아침 식사 미션을 성공하지 못 한 경우에는 아침 식사를 준비해야 한다 (마지막까지 성공하지 못 한 사람이 한 사람 혹은 두 사람을 같이 고른다). 유재석은 사이렌을 이용해서 출연진을 깨운다. 아침 식사 당번이 정해진 이후에는 선택된 사람들은 아침 식사를 준비해야 되고, 선정되지 않은 사람들은 다시 방으로 들어가 잠을 잔다. 주로 2주분에서는 아침 식사의 과정을 보여준다. 종종 아침 식사가 끝나고 또 다른 일이 있을 때에는 일을 하고 게임을 하기도 한다. 모든 작업이 끝나고 할아버지·할머니께서 돌아오시고 출연진과 인사를 하고 기념 사진을 찍는다. 그리고 다음 회차의 예고를 보여준 뒤에 프로그램은 끝난다.

## 고정 출연진
| 이름                                                     | 합류 / 하차           | 캐릭터 |
| -------------------------------------------------------- | --------------------- | --- |
| 유재석                                                   | 2008.06.15~2010.02.14 | 패밀리가 떴다의 프로그램을 이끌어가는 역할을 한다. 둘째날 아침에서는 항상 출연진이 깨워 아침 미션을 함께 해 준다. 줏대가 없고 겁이 많아 항상 멤버들에게 당한다. |
| 이효리                                                   | 2008.06.15~2010.02.14 | 패밀리가 떴다의 안방마님 역할을 한다. 패밀리가 떴다의 모든 사람들을 다 잡는 듯 하지만 중요한 순간에는 유재석의 결정에 따른다. 음반 활동부터 남자출연진이 ‘무대 위 이효리’와 ‘패떴의 이효리’는 다르다고 놀려댄다. |
| 윤종신                                                   | 2008.06.15~2010.02.14 | 어르신이라는 컨셉으로 자주 구박당하고 주변 사람들이 챙겨줘야 한다. 패밀리가 떴다에서는 요리사의 모습에 빗대어 1회부터 라면스프를 넣기도 하였다. 담당PD의 목소리를 흉내를 내기도 한다. |
| 김수로                                                   | 2008.06.15~2010.02.14 | 게임마왕이라는 캐릭터를 담당한다. 모든 게임에서 항상 승승장구하여 붙여진 이름인데 프로그램에서 게임마다 항상 에이스 역할을 한다. 이천희에게는 늘 구박하고 찾는 계모의 노릇을 하기도 하였다. |
| 대성                                                     | 2008.06.15~2010.02.14 | 패밀리가 떴다의 막내이다. 멤버들은 막내보다는 ‘막내둥이’,‘막둥이’로 더 많이 부른다. 유재석과 마찬가지로 줏대도 없고 겁도 많다. 그래서 유재석과 잘 맞는다. |
| 김종국                                                   | 2008.10.26~2010.02.14 | 별명 ‘김국종’으로 더 많이 불린다. 이효리에게 늘 주눅 들고 잡혀 있고, 박예진에게는 항상 타박만 당한다. 분풀이를 유재석과 윤종신에게 하는 경향이 있다. |
| 박해진                                                   | 2009.07.05~2010.02.14 | ‘부실청년’,‘대꾸청년’의 컨셉으로 대개 매 경기, 아침 식사 미션마다 져서 변명도 많아서 멤버들에게 원성을 산다. 유재석에게는 항상 대꾸를 하는 모습을 보여준다. |
| 아래의 출연진은 《패밀리가 떴다》에서 하차한 출연진이다. |                       | |
| 이천희                                                   | 2008.06.15~2009.06.28 | ‘엉성천희’,‘천데렐라’의 캐릭터로 항상 열심히 일하고도 구박받는 엉성한 캐릭터이다. 처음에는 멤버들 모두 게임이나 일하는 데 에이스로 생각하였지만 3개월도 가지 못하고 모두 구박하고 시람하였다. 하지만 김수로가 아닌 다른 멤버들과 둘이 남아 있는 상황이면 본인이 상황을 리드하곤 한다. 원래 게스트로 시작을 하였으나 반응이 좋아서 고정 멤버로 하차때까지 활약하였다. |
| 박예진                                                   | 2008.06.15~2009.06.28 | 여배우 이미지와는 정 반대되는 과감한 행동을 하면서 ‘달콤살벌 예진아씨’라는 별명과 함께 주로 멤버들이 못하는 음식 재료를 잡거나 손질하는 모습을 보여준다. 고기를 매우 좋아한다. |
| 박시연                                                   | 2009.07.05~2009.11.22 | ‘도시처녀’이미지로 겁이 많다. 같은 여자 멤버 이효리와는 처음에는 안 맞는다는 컨셉이었지만 두 번째 촬영 때부터 매우 친해졌다. |

## 게스트
| - 회차 1-2 : 김동완 - 회차 3-4 : 브라이언 - 회차 5-6 : 박해진 - 회차 7-8 : 신성록, 지드래곤 - 회차 9-10 : 전진 - 회차 11-12 : 이진욱 - 회차 13-14 : 이홍기, 태연 - 회차 15-16 : 신혜성 - 회차 17-18 : 유노윤호, 시아준수 - 회차 19-20 : 김종국 (이후 고정 출연진으로 합류) - 회차 21-22 : 비 - 회차 23-24 : 차태현 - 회차 25-26 : 이수경 - 회차 27-29 : 장혁 (연말 특집) - 회차 30-31 : 송창의 - 회차 32-33 : 다니엘 헤니 - 회차 34-35 : T.O.P - 회차 36-37 : 윤아 - 회차 38-39 : 이범수 - 회차 40-41 : 황정민 - 회차 42-43 : 김원희 - 회차 44-45 : 차승원 - 회차 46-47 : 손담비 - 회차 48-49 : 이준기 - 회차 50-51 : 추성훈 - 회차 52-53 : 이별 여행 편으로 이천희, 박예진이 주인공 - 회차 54-55 : 박시연, 박해진 (고정 출연진으로 합류) - 회차 56-57 : 김민준, 지상렬 - 회차 58-59 : 송지효 - 회차 60-61 : 최수종 - 회차 62-63 : 신현준 - 회차 64-65 : 김현중, 승리 - 회차 66-67 : 차태현, 장혁 - 회차 68-69 : 하지원 - 회차 70-71 : 이승철 - 회차 72-73 : 산다라박, 유이 - 회차 74-75 : 이경실 - 회차 76-78 : 박진영, 서인영 - 회차 79-80 : 김성수, 조한선 - 회차 81-82 : 티파니, 니콜, 윤아, 강지영, 한승연, 지연, 은정, 가인 - 회차 83-84 : 이천희, 박예진, 박시연 (마지막 여행으로 하차한 출연진 참여) - 회차 85 : 패밀리 어워드 편으로 고정 출연진과 하차 출연진 참여 |

## 사건 및 비판

### 대본 공개 사건
2009년 1월 5일, 패밀리가 떴다의 대본이 공개되었다. 한국방송작가협회에서 매달 발행되는 ‘방송문예’2008년 12월호에 이것이 실려 논란이 되었다. 이에 패밀리가 떴다 제작을 담당하는 장혁재PD는 “최소한의 가이드 라인일 뿐이다.”라고 해명했다. 그렇지만, 너무나 자세하고 치밀하게 묘사되어 있는 대본에 대다수의 시청자들과 누리꾼들은 패밀리가 떴다의 반감와 실망감을 표출하였다. 이 대본이 노출 된 경의는 패밀리가 떴다 제작진이 한국방송작가협회의 보낸 것으로 알려졌다. 이후 패밀리가 떴다는 ‘패밀리시트콤’이라는 표현 등 여전히 대본 공개에 시달리고 있다.
한편 이에 대해 출연진 가운데 이효리와 김수로는 언급을 한 적이 있다. 이효리는 SBS 뉴스의 인터뷰 가운데 기자의 패밀리가 떴다 대본 공개에 대해서 어떻게 생각하냐는 질문에 “사실 저희는 대본을 안보거든요. 대본을 줘도, 아 이 게임 다음에 이 게임이고 이 게임 다음에 저녁을 하는구나 이런 순서만 체크하지 거기 나와있는 대본을 줄줄이 외우거나 그러진 않거든요.”라고 대답하였다. 김수로는 “대본이 아니라 형식을 잡아둔 것일 뿐이고, 그 대본 대로 진행된 적은 한번도 없었다.”, “만약 대본 대로 그대로 외워서 한다면 다들 천재 연기자이고, 모두 주연상감일 것”이라고 대본 논란 공개에 대해 언급하였다.

### 김종국영입에 대한 비판
김종국의 영입에 대해서는 김종국이 소집 해제 전후로 끊임 없이 논란이 이뤄져 왔다. 김종국이 소집 해제 이후 패밀리가 떴다 녹화의 유례 없이 2회 녹화의 게스트로 참여하여 이 가능성을 증폭되었다. 당시에 김종국의 소속사나 본인이나 부정하였지만,SBS 예능국에서는 “고정 게스트도 고려하고 있다.”며 긍정적인 의사를 표시하였다. 2008년 11월 12일, 고정 출연을 확정지었다.
김종국 영입에 대해서는 패밀리가 떴다의 프로그램 팬들이나 여론이 매우 부정적인 반응이 이었는데 그 중 가장 큰 이유는 낙하산 영입이라는 것에 있었다. 패밀리가 떴다의 제작진의 전 프로그램인 2005년 X맨에서 이미 김종국과 이미 많은 친분을 갖고 있는 상태여서 똑같은 제작진이 제작하는 프로그램에 고정으로 출연한다는 것 자체가 낙하산이라는 점이었다. 또한, 2008년 10월 당시 패밀리가 떴다는 시청률 25%를 넘기는 고공행진으로 언론이나 여론이 주시하고 있던 프로그램이었기 때문에 더욱 비난은 거세졌다.

### 이효리욕설 논란
2009년 1월 18일 방송 가운데 이효리가 “존X”라는 욕설을 한 것 같다며 해당 부분을 편집하여 인터넷에 급속도로 퍼졌다. 파장이 더해지자 패밀리가 떴다 제작진은 이에 해당 방송분을 숭실대학교 소리공학연구소에 의뢰하여 “좀 더”라는 것을 밝히고 기사를 내보내 일단락 되었다.

### 대성의 교통 사고로 인한 임시 하차
2009년 8월 11일, 촬영 후 귀가하던 멤버 대성이 경기도 평택 부근에서 교통 사고를 당하였다. 전치 8주의 진단, 코 수술, 통원 치료 때문에 약 2-3개월간 하차 하게 되었다. 이에 같은 빅뱅의 멤버 승리를 대타로 출연하였지만 임시 고정이 될지에 대해서는 패밀리가 떴다 제작진에서 확실한 대답을 하지 않았다. 한편, 교통 사고 당일 김수로가 주변 지인을 동원해 대성을 간접적으로 돌본것이 뒤늦게 알려졌다. 대성의 소속사 YG엔터테인먼트 측은 부상 상태가 많이 회복 되었고, 본인의 하루 빨리 출연을 재개하고 싶다는 말을 인용하면서, 2009년 9월 21일부터 패밀리가 떴다 촬영을 재개한다고 보도하였다.

### 참돔 낚시 조작 논란
2009년 10월 26일 방송에서는, 아침밥을 위해서 게스트 하지원과 아침 당번 유재석, 김종국이 낚시를 하는 장면이 있었다. 과정에서 김종국이 참돔을 낚시로 잡았는데, 이것을 두고 연출 된 상황이 아니냐는 지적이 있다. 누리꾼들은 해당 장면을 캡처하고 분석하면서, 현실적으로 잡을 수 없다고 제작진의 해명을 요구하고 있다. 이에, 프로그램 연출 장혁재PD는 10월 28일, 참돔을 잡은 것은 사실이며, 일일이 대응하지 않겠다고 공식 입장을 표명하였다. 하지만, 해당 촬영의 목격담·증언·잠수부의 모습이 방송 된 것까지 이것과 관련해서는 계속 의견이 나오고 있다.장혁재PD는 10월 30일, 유선을 통해 조작은 없었다고 입장을 반복하여 인터뷰하였다.
그러나 낚시를 즐겨하는 낚시꾼(낚시인) 네티즌은 "참돔이 저 크기이면 팔딱거림이 화면의 3배여야 한다, 참돔의 무게 때문에 줄로 잡아 들기는 불가능하다"며 입장을 표했다.

## 디지털 싱글 발매
2009년 4월 12일 방송된 패밀리가 떴다에서는 주제곡 만들기가 아이템이었다. 이에 윤종신이 멤버들이 쓴 가사를 토대로 멤버들을 잘 묘사하고 좋은 노래를 만들어 오겠다고 약속하고 다음 촬영에서 공개하였다. 출연진 전원을 시간 내서 곡을 녹음하기에는 어렵다는 점 등의 이유로 다음 촬영지에서 컨테이너 박스에 방음벽을 설치하고 녹음하였다. 디지털 싱글로도 2009년 6월 8일 발매되었다.
수록곡
1. 패밀리의 하루
  - 작사 : 유재석, 이효리, 윤종신, 김수로, 이천희, 박예진, 대성, 김종국 / 작곡 : 윤종신 / 편곡 : 윤종신
2. 패밀리의 하루 (Soft Version)
3. 패밀리의 하루 (Instrumental)

## 연도별 시청률

### 2008년 시청률
| 회차 | 방송 일자        | 전국 시청률(증감치) |
| ---- | ---------------- | ------------------- |
| 1    | 2008년 6월 15일  | 5.5%                |
| 2    | 2008년 6월 22일  | 9.0%(+3.5)          |
| 3    | 2008년 6월 29일  | 8.5%(-0.5)          |
| 4    | 2008년 7월 6일   | 6.3%(-2.2)          |
| 5    | 2008년 7월 13일  | 8.0%(+2.3)          |
| 6    | 2008년 7월 20일  | 10.6%(+2.6)         |
| 7    | 2008년 7월 27일  | 13.4%(+2.8)         |
| 8    | 2008년 8월 3일   | 12.9%(-0.5)         |
| 9    | 2008년 8월 17일  | 21.7%(+8.8)         |
| 10   | 2008년 8월 24일  | 18.3%(-3.4)         |
| 11   | 2008년 8월 31일  | 19.9%(+1.6)         |
| 12   | 2008년 9월 7일   | 16.4%(-3.5)         |
| 13   | 2008년 9월 14일  | 16.3%(-0.1)         |
| 14   | 2008년 9월 21일  | 22.1%(+5.8)         |
| 15   | 2008년 9월 28일  | 20.3%(-1.8)         |
| 16   | 2008년 10월 5일  | 21.3%(+1.0)         |
| 17   | 2008년 10월 12일 | 23.0%(+1.7)         |
| 18   | 2008년 10월 19일 | 23.6%(+0.6)         |
| 19   | 2008년 10월 26일 | 27.5%(+3.9)         |
| 20   | 2008년 11월 2일  | 24.5%(-3.0)         |
| 21   | 2008년 11월 9일  | 29.6%(+5.1)         |
| 22   | 2008년 11월 16일 | 26.4%(-3.2)         |
| 23   | 2008년 11월 23일 | 25.1%(-1.3)         |
| 24   | 2008년 11월 30일 | 26.1%(+1.0)         |
| 25   | 2008년 12월 7일  | 28.0%(+1.9)         |
| 26   | 2008년 12월 14일 | 25.1%(-2.9)         |
| 27   | 2008년 12월 21일 | 29.1%(+4.0)         |
| 28   | 2008년 12월 28일 | 27.7%(-1.4)         |

| 회차 | 방송 일자        | 전국 시청률(증감치) |
| ---- | ---------------- | ------------------- |
| 1    | 2008년 6월 15일  | 5.3%                |
| 2    | 2008년 6월 22일  | 8.2%(+2.9)          |
| 3    | 2008년 6월 29일  | 7.3%(-0.9)          |
| 4    | 2008년 7월 6일   | 5.7%(-1.6)          |
| 5    | 2008년 7월 13일  | 8.5%(+2.8)          |
| 6    | 2008년 7월 20일  | 10.0%(+1.5)         |
| 7    | 2008년 7월 27일  | 13.7%(+3.7)         |
| 8    | 2008년 8월 3일   | 14.9%(+1.2)         |
| 9    | 2008년 8월 17일  | 21.6%(+6.7)         |
| 10   | 2008년 8월 24일  | 18.0%(-3.6)         |
| 11   | 2008년 8월 31일  | 20.0%(+2.0)         |
| 12   | 2008년 9월 7일   | 15.3%(-4.7)         |
| 13   | 2008년 9월 14일  | 13.9%(-1.4)         |
| 14   | 2008년 9월 21일  | 21.0%(+7.1)         |
| 15   | 2008년 9월 28일  | 19.5%(-1.5)         |
| 16   | 2008년 10월 5일  | 20.8%(+1.3)         |
| 17   | 2008년 10월 12일 | 21.5%(+0.7)         |
| 18   | 2008년 10월 19일 | 22.0%(+0.5)         |
| 19   | 2008년 10월 26일 | 24.1%(+2.1)         |
| 20   | 2008년 11월 2일  | 23.1%(-1.0)         |
| 21   | 2008년 11월 9일  | 23.3%(+0.2)         |
| 22   | 2008년 11월 16일 | 24.2%(+0.9)         |
| 23   | 2008년 11월 23일 | 23.6%(-0.6)         |
| 24   | 2008년 11월 30일 | 23.0%(-0.6)         |
| 25   | 2008년 12월 7일  | 25.5%(+2.5)         |
| 26   | 2008년 12월 14일 | 22.5%(-3.0)         |
| 27   | 2008년 12월 21일 | 24.4%(+1.9)         |
| 28   | 2008년 12월 28일 | 24.7%(+0.3)         |

- TNmS와 AGB닐슨 미디어 리서치에서 공개한 표를 바탕으로 작성한 시청률이다. 빨간색 글씨는 최고 시청률, 파란색 글씨는 최저 시청률을 나타낸다.

### 2009년 시청률
| 회차 | 방송 일자        | 전국 시청률(증감치) |
| ---- | ---------------- | ------------------- |
| 29   | 2009년 1월 4일   | 27.4%(-0.3)         |
| 30   | 2009년 1월 11일  | 27.7%(+0.3)         |
| 31   | 2009년 1월 18일  | 24.1%(-3.6)         |
| 32   | 2009년 1월 25일  | 17.8%(-6.3)         |
| 33   | 2009년 2월 1일   | 23.3%(+5.5)         |
| 34   | 2009년 2월 8일   | 26.0%(+2.7)         |
| 35   | 2009년 2월 15일  | 23.5%(-2.5)         |
| 36   | 2009년 2월 22일  | 27.2%(+3.7)         |
| 37   | 2009년 3월 1일   | 22.6%(-4.6)         |
| 38   | 2009년 3월 8일   | 24.7%(+1.9)         |
| 39   | 2009년 3월 15일  | 23.9%(-0.8)         |
| 40   | 2009년 3월 22일  | 25.1%(+1.2)         |
| 41   | 2009년 3월 29일  | 23.0%(-2.1)         |
| 42   | 2009년 4월 5일   | 26.3%(+3.3)         |
| 43   | 2009년 4월 12일  | 23.0%(-3.3)         |
| 44   | 2009년 4월 19일  | 23.0%(0)            |
| 45   | 2009년 4월 26일  | 24.3%(+1.3)         |
| 46   | 2009년 5월 3일   | 22.4%(-1.9)         |
| 47   | 2009년 5월 10일  | 24.4%(+2.0)         |
| 48   | 2009년 5월 17일  | 25.9%(+1.5)         |
| 49   | 2009년 5월 31일  | 23.4%(-2.5)         |
| 50   | 2009년 6월 7일   | 25.1%(+1.7)         |
| 51   | 2009년 6월 14일  | 24.3%(-0.8)         |
| 52   | 2009년 6월 21일  | 23.2%(-1.1)         |
| 53   | 2009년 6월 28일  | 24.4%(+1.2)         |
| 54   | 2009년 7월 5일   | 24.7%(+0.3)         |
| 55   | 2009년 7월 12일  | 26.6%(+1.9)         |
| 56   | 2009년 7월 19일  | 20.4%(-6.2)         |
| 57   | 2009년 7월 26일  | 23.7%(+3.3)         |
| 58   | 2009년 8월 2일   | 18.2%(-5.5)         |
| 59   | 2009년 8월 9일   | 21.5%(+3.3)         |
| 60   | 2009년 8월 16일  | 22.7%(+1.2)         |
| 61   | 2009년 8월 30일  | 21.2%(-1.5)         |
| 62   | 2009년 9월 6일   | 22.7%(+1.5)         |
| 63   | 2009년 9월 13일  | 20.4%(-2.3)         |
| 64   | 2009년 9월 20일  | 20.3%(-0.1)         |
| 65   | 2009년 9월 27일  | 22.7%(+2.4)         |
| 66   | 2009년 10월 4일  | 19.3%(-3.4)         |
| 67   | 2009년 10월 11일 | 18.6%(-0.7)         |
| 68   | 2009년 10월 18일 | 21.8%(+3.2)         |
| 69   | 2009년 10월 25일 | 19.7%(-2.1)         |
| 70   | 2009년 11월 1일  | 20.1%(+0.4)         |
| 71   | 2009년 11월 8일  | 21.8%(+1.7)         |
| 72   | 2009년 11월 15일 | 23.1%(+1.3)         |
| 73   | 2009년 11월 22일 | 22.0%(-1.1)         |
| 74   | 2009년 11월 29일 | 22.4%(+0.4)         |
| 75   | 2009년 12월 6일  | 18.5%(-3.9)         |
| 76   | 2009년 12월 13일 | 18.5%(0)            |
| 77   | 2009년 12월 20일 | 19.3%(+0.8)         |
| 78   | 2009년 12월 27일 | 16.8%(-2.5)         |

| 회차 | 방송 일자        | 전국 시청률(증감치) |
| ---- | ---------------- | ------------------- |
| 29   | 2009년 1월 4일   | 23.7%(-1.0)         |
| 30   | 2009년 1월 11일  | 25.6%(+1.9)         |
| 31   | 2009년 1월 18일  | 23.1%(-2.5)         |
| 32   | 2009년 1월 25일  | 18.0%(-5.1)         |
| 33   | 2009년 2월 1일   | 21.5%(+3.5)         |
| 34   | 2009년 2월 8일   | 21.7%(+0.2)         |
| 35   | 2009년 2월 15일  | 23.1%(+1.4)         |
| 36   | 2009년 2월 22일  | 24.9%(+1.8)         |
| 37   | 2009년 3월 1일   | 21.3%(-3.6)         |
| 38   | 2009년 3월 8일   | 22.1%(+0.8)         |
| 39   | 2009년 3월 15일  | 22.9%(+0.8)         |
| 40   | 2009년 3월 22일  | 21.0%(-1.9)         |
| 41   | 2009년 3월 29일  | 19.9%(-1.1)         |
| 42   | 2009년 4월 5일   | 21.8%(+1.9)         |
| 43   | 2009년 4월 12일  | 18.6%(-3.2)         |
| 44   | 2009년 4월 19일  | 19.4%(+0.8)         |
| 45   | 2009년 4월 26일  | 20.1%(+0.7)         |
| 46   | 2009년 5월 3일   | 18.5%(-1.6)         |
| 47   | 2009년 5월 10일  | 20.4%(+1.9)         |
| 48   | 2009년 5월 17일  | 23.9%(+3.5)         |
| 49   | 2009년 5월 31일  | 18.8%(-5.1)         |
| 50   | 2009년 6월 7일   | 21.1%(+2.3)         |
| 51   | 2009년 6월 14일  | 19.6%(-1.5)         |
| 52   | 2009년 6월 21일  | 18.9%(-0.7)         |
| 53   | 2009년 6월 28일  | 18.5%(-0.4)         |
| 54   | 2009년 7월 5일   | 19.7%(+1.2)         |
| 55   | 2009년 7월 12일  | 21.0%(+1.3)         |
| 56   | 2009년 7월 19일  | 17.5%(-3.5)         |
| 57   | 2009년 7월 26일  | 18.8%(+1.3)         |
| 58   | 2009년 8월 2일   | 14.9%(-3.9)         |
| 59   | 2009년 8월 9일   | 16.7%(+1.8)         |
| 60   | 2009년 8월 16일  | 17.2%(+0.5)         |
| 61   | 2009년 8월 30일  | 17.6%(+0.4)         |
| 62   | 2009년 9월 6일   | 18.6%(+1.0)         |
| 63   | 2009년 9월 13일  | 17.0%(-1.6)         |
| 64   | 2009년 9월 20일  | 18.3%(+1.3)         |
| 65   | 2009년 9월 27일  | 18.6%(+0.3)         |
| 66   | 2009년 10월 4일  | 15.9%(-2.7)         |
| 67   | 2009년 10월 11일 | 16.1%(+0.2)         |
| 68   | 2009년 10월 18일 | 17.2%(+1.1)         |
| 69   | 2009년 10월 25일 | 18.0%(+0.8)         |
| 70   | 2009년 11월 1일  | 17.5%(-0.5)         |
| 71   | 2009년 11월 8일  | 18.8%(+1.3)         |
| 72   | 2009년 11월 15일 | 18.7%(-0.1)         |
| 73   | 2009년 11월 22일 | 17.8%(-0.9)         |
| 74   | 2009년 11월 29일 | 19.3%(+1.5)         |
| 75   | 2009년 12월 6일  | 15.4%(-3.9)         |
| 76   | 2009년 12월 13일 | 15.3%(-0.1)         |
| 77   | 2009년 12월 20일 | 16.6%(+1.3)         |
| 78   | 2009년 12월 27일 | 13.8%(-2.8)         |

- TNmS와 AGB닐슨 미디어 리서치에서 공개한 표를 바탕으로 작성한 시청률이다. 빨간색 글씨는 최고 시청률, 파란색 글씨는 최저 시청률을 나타낸다.

### 2010년 시청률
| 회차 | 방송 일자       | 전국 시청률(증감치) |
| ---- | --------------- | ------------------- |
| 79   | 2010년 1월 3일  | 16.4%(-0.4)         |
| 80   | 2010년 1월 10일 | 16.5%(+0.1)         |
| 81   | 2010년 1월 17일 | 17.9%(+1.4)         |
| 82   | 2010년 1월 24일 | 18.0%(+0.1)         |
| 83   | 2010년 1월 31일 | 18.6%(+0.6)         |
| 84   | 2010년 2월 7일  | 16.1%(-2.5)         |
| 85   | 2010년 2월 14일 | 8.7%(-7.4)          |

| 회차 | 방송 일자       | 전국 시청률(증감치) |
| ---- | --------------- | ------------------- |
| 79   | 2010년 1월 3일  | 14.1%(+0.3)         |
| 80   | 2010년 1월 10일 | 13.6%(-0.5)         |
| 81   | 2010년 1월 17일 | 15.3%(+1.7)         |
| 82   | 2010년 1월 24일 | 15.4%(+0.1)         |
| 83   | 2010년 1월 31일 | 14.7%(-0.7)         |
| 84   | 2010년 2월 7일  | 14.1%(-0.6)         |
| 85   | 2010년 2월 14일 | 8.4%(-5.7)          |

- TNmS와 AGB닐슨 미디어 리서치에서 공개한 표를 바탕으로 작성한 시청률이다. 빨간색 글씨는 최고 시청률, 파란색 글씨는 최저 시청률을 나타낸다.

## 결방
- 2008년 8월 10일 : 베이징 올림픽 중계방송 편성으로 결방
- 2009년 5월 24일 : 故 노무현 전 대통령 서거 관련 뉴스특보 편성으로 결방
- 2009년 8월 23일 : 故 김대중 전 대통령 국장 영결식 및 뉴스특보 편성으로 결방

## 경쟁 프로그램
- 일요일이 좋다
  - 골드미스가 간다 (2부 프로그램)

- 해피선데이
  - 남자의 자격 (경쟁 프로그램)
  - 1박 2일 (2부 프로그램)

- 일밤
  - 단비 (경쟁 프로그램)
  - 우리 아버지 (2부 프로그램)
  - 헌터스 (3부 프로그램)

## 같이 보기
- 한국방송공사
- 문화방송